# Pfarrkirche Pfunds

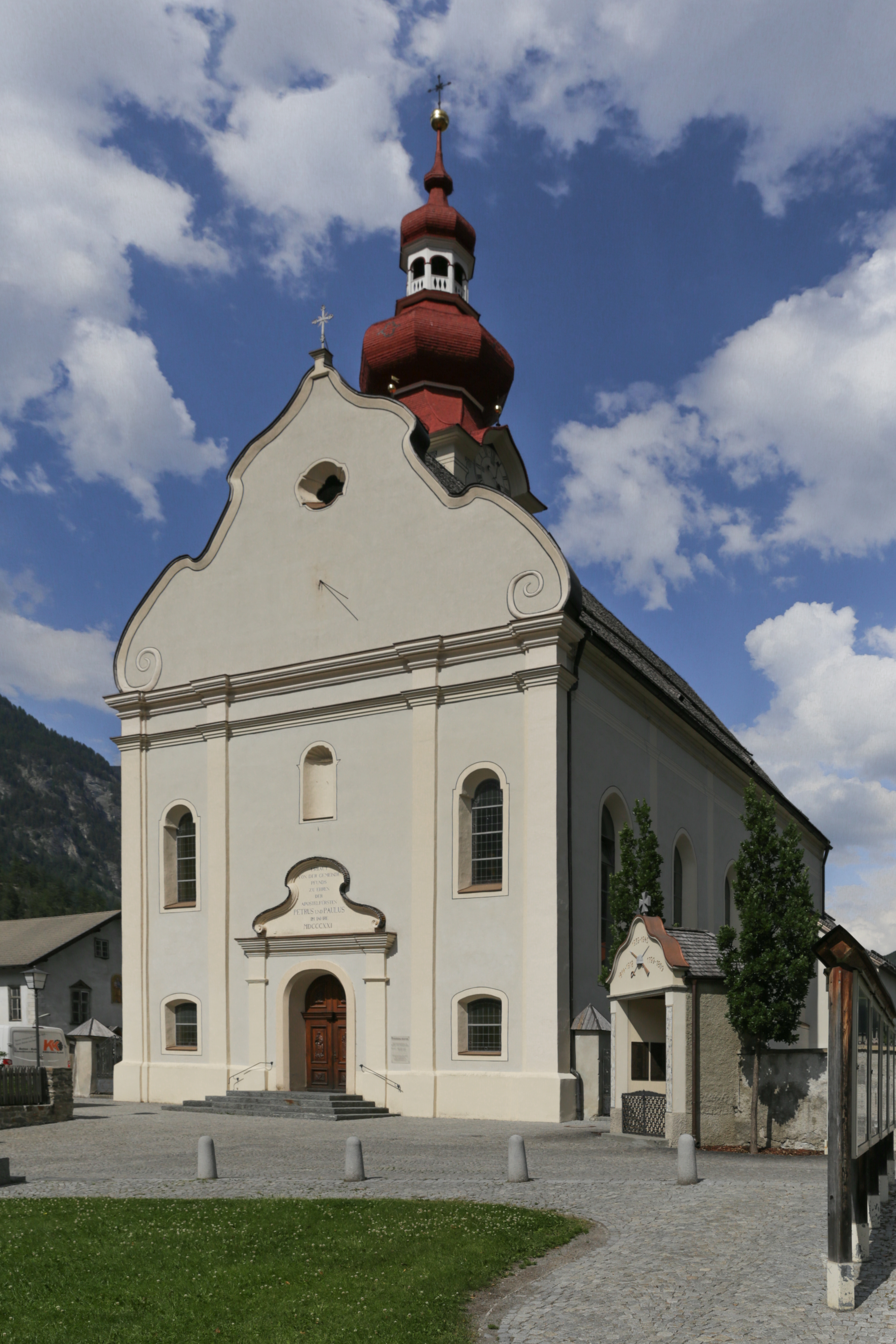
Katholische Pfarrkirche Hll. Peter und Paul in Pfunds

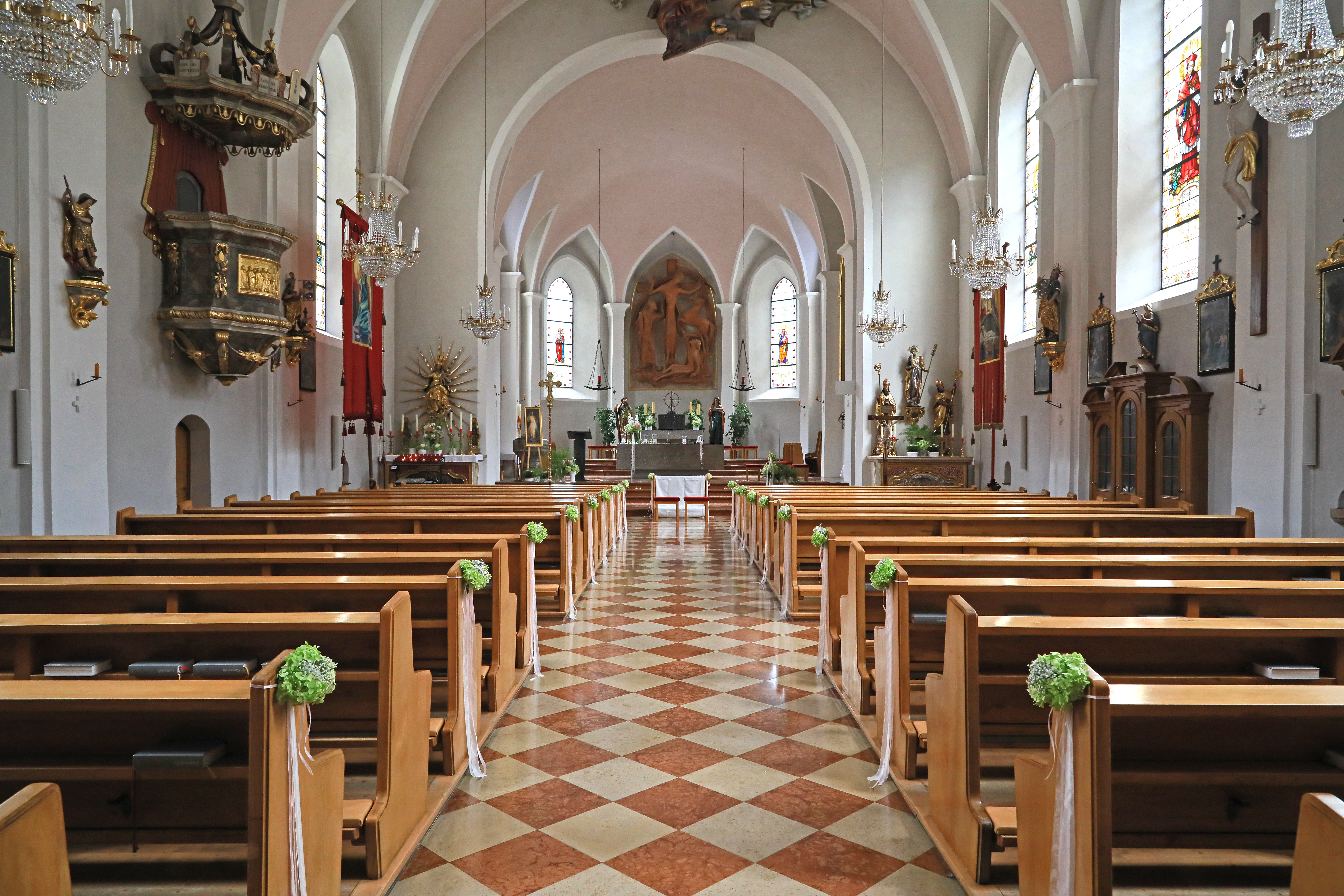
Innenraum

Die Pfarrkirche Pfunds steht in Pfunds-Dorf in der Gemeinde Pfunds im Bezirk Landeck im Bundesland Tirol. Die auf die Heiligen Peter und Paul geweihte römisch-katholische Pfarrkirche gehört zum Dekanat Prutz in der Diözese Innsbruck. Die Kirche steht unter Denkmalschutz (Listeneintrag).

## Geschichte
Urkundlich wurde 1474 eine Kirche genannt. 1482 wurde ein Ansuchen um Erweiterung gestellt und 1493 die Kirche geweiht. Nach einem Brand (1506) wurde die Kirche wiederhergestellt. Um 1700 wurde die Kirche verlängert. 1820 war ein Umbau, welcher 1832 geweiht wurde. 1959/1961 erfolgte eine Renovierung und Umgestaltung des Kircheninneren. 1970 war eine Restaurierung.

## Architektur
Vom anfänglich spätgotischen Kirchenbau sind die Chormauern mit den Dreikantstreben und dem abgeschrägten Sockel und der untere Teil des Turmes mit der Jahresangabe 1519 erhalten. Der Nordturm am vierten Langhausjoch besitzt ein durch ein Gesimse abgesetztes Glockengeschoß mit rundbogigen Schallfenstern, einen Kielbogengiebel und eine Zwiebelhaube mit Laterne aus 1820/1821. Das Langhaus hat eine dreiachsige Westfassade mit der Jahresangabe 1821 mit Lisenengliederung, verkröpftem Gebälk, geknicktem Volutengiebel. Das Westportal ist von Pilastern flankiert und hat eine reich profilierte Verdachung mit einem geschweiften Holzgiebel. Die Nischenfigur stammt aus dem 19. Jahrhundert.

## Ausstattung
Den Hochaltar schuf Josef Staud 1961.